# 922
| Calendário gregoriano                                                        | 922 CMXXII                                           |
| Ab urbe condita                                                              | 1675                                                 |
| Calendário arménio                                                           | 371 – 372                                            |
| Calendário bahá'í                                                            | -922 – -921                                          |
| Calendário budista                                                           | 1466                                                 |
| Calendário chinês                                                            | 3618 – 3619 Início a 31 de janeiro (aproximadamente) |
| Calendário copta                                                             | 638 – 639                                            |
| Calendário etíope                                                            | 914 – 915                                            |
| Calendários hindus - Vikram Samvat - Calendário nacional indiano - Cáli Iuga | 977 – 978 843 – 844 4022 – 4023                      |
| Calendário Holoceno                                                          | 10922                                                |
| Calendário islâmico                                                          | 309 – 310                                            |
| Calendário judaico                                                           | 4682 – 4683                                          |
| Calendário persa                                                             | 300 – 301                                            |
| Calendário rúnico                                                            | 1172                                                 |
| Calendário solar tailandês                                                   | 1465                                                 |

922 (CMXXII, na numeração romana) foi um ano comum do século X do Calendário Juliano, da Era de Cristo, teve início a uma terça-feira e terminou também a uma terça-feira e a sua letra dominical foi F (52 semanas).
No território que viria a ser o reino de Portugal estava em vigor a Era de César que já contava 960 anos.
| Ano completo                       |
| ---------------------------------- |
| Ano comum com início à terça-feira |

## Eventos
- 11 de maio - o embaixador de Bagdá Amade ibne Fadalane é recebido por Almas Khan, soberano da Bulgária do Volga, que quatro dias depois se islamiza.

## Nascimentos
- Minamoto no Shigenobu (源雅信, m. 995 [1], conhecido como Sadaijin Rokujō [2]), era um Kugyō (nobre) do período Heian da história do Japão .